# Zineb El Rhazoui
Zineb El Rhazoui (in arabo زينب الغزوي‎?, Zainab al-Ghazwi; Casablanca, 19 gennaio 1982) è una giornalista e scrittrice francese di origine marocchina, opinionista per il giornale satirico parigino Charlie Hebdo dal 2011 al 2017.
Era l'esperta di religione della rivista e un'appassionata critica dell'Islam. Dopo l'attentato a Charlie Hebdo del 7 gennaio 2015, avvenuto mentre lei si trovava in vacanza in Marocco, è diventata un'importante attivista laica e per i diritti umani, parlando pubblicamente in tutto il mondo dell'Islam e della libertà di parola. Ha lasciato Charlie Hebdo il 3 gennaio 2017, adducendo tra i motivi della sua decisione l'adozione da parte della rivista di una "linea editoriale richiesta dagli islamisti".

## Biografia
Nata nel 1982 a Casablanca da padre marocchino  dirigente presso la Royal Air Maroc e madre casalinga nata da una francese e da un algerino di Orano che rappresentava il FLN con la diaspora operaia algerina in Francia.
Cresciuta in Marocco, poneva regolarmente domande critiche sulla condizione subordinata delle donne sotto l'Islam. Al liceo si impegnava a indossare smalto nero e camicette scollate a scuola, dove il suo insegnante era un uomo conservatore con una lunga barba. "Come donna in un paese dominato dagli uomini, prima o poi devi affrontare una scelta. Puoi obbedire, lasciarti intimidire e stare zitta, o devi combattere". 
Dopo il diploma di maturità ottenuto in un liceo francese a Casablanca,, Zineb El Rhazoui andò a Parigi a studiare inglese e francese all'Università della Sorbona..
Dopo la laurea, Rhazoui ha lavorato per un semestre come assistente all'insegnamento presso l’Université française d'Égypte (UFE), dove insegnava metodologia della scrittura e ricerca così come arabo classico agli studenti della École spéciale militaire de Saint-Cyr in uno stage di formazione al Cairo. In biblioteca ha letto i primi scritti islamici, che ha trovato più riflessivi e aperti all'analisi critica rispetto all'Islam moderno. Ha poi conseguito a Parigi un master in lingue straniere applicate presso l'Università Sorbonne Nouvelle (Parigi - III) nel 2004, poi in sociologia delle religioni presso l'École des Hautes Etudes en Sciences Sociales (EHESS). Nel 2007 ha scritto sui musulmani in Marocco che si convertono al cristianesimo ("L'evangelizzazione in Marocco"). In seguito ha affermato che "voleva capire come potevano prima produrre l'enorme sforzo intellettuale necessario per sfuggire a una forma di lavaggio del cervello, solo per entrare volontariamente in un'altra religione".
Rhazoui ha iniziato la sua carriera come giornalista in Marocco pubblicando numerosi articoli sulle minoranze religiose sulla rivista Le Journal Hebdomadaire, poi bandita dal governo marocchino nel 2010. Nel 2008 ha seguito la guerra di Gaza. È la fondatrice di diverse organizzazioni, tra cui il movimento pro-democrazia e pro-secolarismo MALI, che ha co-fondato con Ibtissam Lachgar nell'agosto 2009. È stata arrestata tre volte dal governo marocchino per le critiche. Una volta è stata arrestata durante un picnic di protesta nel 2009, pranzando in un parco pubblico a dispetto del mese sacro islamico del Ramadan. Si è rifugiata quindi in Slovenia dove ha vissuto due anni prima di rientrare a Parigi.

### Charlie Hebdo
Nel 2011, durante la Primavera Araba, Charlie Hebdo chiese di intervistarla sulla sua partecipazione alle lotte in Marocco. A pranzo, i redattori Stéphane "Charb" Charbonnier e Laurent "Riss" Sourisseau l'hanno invitata a partecipare a una riunione editoriale il successivo mercoledì. Le è stato quindi offerto di collaborare con la rivista, e Rhazoui ha accettato. Affinché il giornale potesse permettersi di assumerla, il fumettista Rénald "Luz" Luzier si è offerto di ridursi lo stipendio.
Ha scritto il testo per il numero speciale del 2013 di Charlie Hebdo, una rivisitazione a fumetti della vita di Maometto, che ha portato nuove molestie e minacce di morte dirette alla rivista. Le illustrazioni sono state create dal responsabile di Charlie Hebdo, Stéphane Charbonnier. Ha poi contribuito al numero 1178 di Charlie Hebdo. È stata descritta dall'International Business Times come "una laica e attivista per i diritti umani". Nel febbraio 2015 ha ricevuto minacce di morte dall'ISIS.